# Filens

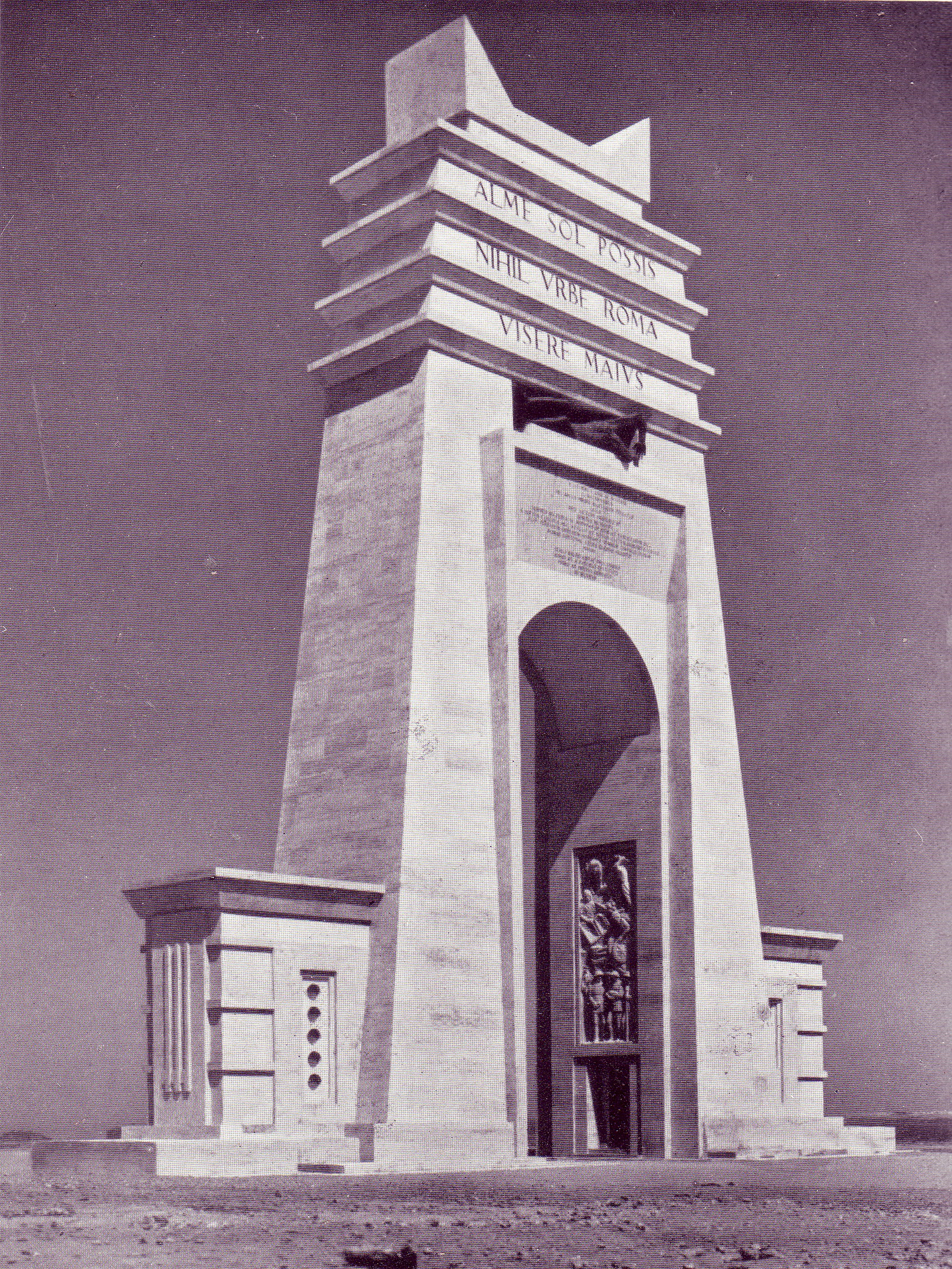
Arc dels Filens

Filens (Philaeni, Φίλαινοι) fou el nom familiar de dos germans ciutadans de Cartago, dels quals s'explica la següent història:
Va esclatar una disputa fronterera entre Cirene i Cartago que va acabar amb la guerra que va durar uns anys amb èxits i fracassos per les dues parts. Finalment es va acordar arranjar el conflicte delimitant la frontera entre Leptis Magna d'un costat i Hespèrides (després Berenice) de l'altra (els dos punts més avançats de cada part al Gran Sirtis); dos atletes sortirien corrent de cada ciutat i allà on es trobessin seria el límit entre els dos estats; els germans Filens foren encarregats de córrer per Cartago, i van avançar força més que els corredors cirineus, probablement perquè van sortir abans de l'hora fixada.
Tot i les reclamacions finalment el lloc de trobada fou reconegut com a frontera per Cirene però a canvi que els Filens fossin enterrats vius a l'arena del lloc, i si no ho acceptaven Cirene podria avançar el seu territori; però els Filens ho van acceptar i van oferir la seva vida per la pàtria.
Els cartaginesos els van retre grans honors i van erigir altars al lloc de la seva mort, conegut per molt de temps com "l'Altar dels Filens". La informació la dona Sal·lusti que probablement la va recollir de tradicions africanes (quan era procònsol de Numídia) d'almenys 300 anys endarrere, i el mateix nom dels germans (nom que vol dir "amants de la pregària") en posa en dubte la veracitat almenys en els detalls. Els fets estan datats entre el 400 aC i el 330 aC.
El 1937, sota el domini colonial italià, es va construir l'Arc dels Filens, desmantellat pels libis el 1973.